# Melanargia nigricans
Melanargia nigricans är en fjärilsart som beskrevs av Culot 1911. Melanargia nigricans ingår i släktet Melanargia och familjen praktfjärilar. Inga underarter finns listade i Catalogue of Life.